# 清平镇 (高唐县)
清平镇，是中华人民共和国山東省聊城市高唐县下辖的一个乡镇级行政单位。

## 行政区划
清平镇下辖以下地区：
东大村、仓上村、小屯村、军户李村、商庄村、高寨村、桑园村、皮庄村、代官屯村、李祥村、陈井村、石门村、东城社区村、西城社区村、高庄村和刘振庄村。